# Pokey Allen
Ernest Duncan „Pokey” Allen Jr. (Superior, Montana, 1943. január 23. – Missoula, Montana, 1996. december 30.) amerikai amerikaifutball-játékos és -edző; 1986 és 1992 között a Portland State Vikings, 1993 és 1996 között pedig a Boise State Broncos vezetőedzője. Az 1960-as években CFL-beli csapatokban játszott.
1994-ben rabdomioszarkómával (az izomdaganat egy ritka formája) diagnosztizálták. Haláláig edző maradt.

## Játékosként
A Missoula County High Schoolban az amerikaifutball-, atlétika- és kosárlabdacsapatok tagja volt, majd érettségi után sportösztöndíjjal a Utahi Egyetem hallgatója lett. 1961-ben defensive backként kezdett, majd másodévben is védőjátékos volt. Utolsó évében cornerbackként is játszott, ekkor megnyerték az 1964-es Liberty Bowlt. Allen a mérkőzés legértékesebb játékosa volt.
A CFL-ben a BC Lions és az Edmonton Eskimos tagja volt, 1968-ban pedig visszavonult.

## Edzőként

### Kezdetek
1968-ban a Simon Fraser Clan helyettese, 1973-ban társ-vezetőedzője lett. 1977-ben visszatért az USA-ba; először a Montana Grizzlies, majd az Eastern Washington Eagles és a California Golden Bears védőkoordinátora volt.
1983-ban az újonnan megalakult USFL-beli Los Angeles Express edzőhelyettese, majd a Portland Breakers védőkoordinátora lett.

### Portland State Vikings
1986-ban, a USFL feloszlását követően a Portland State Vikings vezetőedzője lett. A csapat Allen alatt jutott ki először a rájátszásokra, emellett a Western Football Conference ötször választotta az év edzőjének. Rendszeresen szerepelt reklámokban: például eltáncolta a Hokey Pokey-t vagy egy havi fizetése értékében fogadott a következő mérkőzés nézőszámára.

### Boise State Broncos
1992-ben a Vikings a Broncost hazai pályán 52–26-ra legyőzte. Mivel a következő három játékukat is elvesztették, Skip Hall vezetőedző lemondott, utódja pedig a teljes stábjával érkező Allen lett.
Az 1994-es szezon elején nem rangsorolták őket; miután 1980 óta először kijutottak a konferenciabajnokságra, a harmadik helyre kerültek. Tizenhatszor vehettek részt rájátszáson és egyszer kijutottak az állami bajnokságra is.
1994-ben ígéretet tett arra, hogy ha a 12 mérkőzés óta veretlen Idaho Vandals elleni mérkőzés telt házas lesz, akkor Boise belvárosában fog lovagolni. Ígéretét betartotta.

## Halála és emlékezete
Miután egy hónapig fájt a válla, 1994-ben izombiopsziát végeztek rajta, ami rabdomioszarkómát állapított meg. Márciusban felkarjából eltávolították a tumort, és kemoterápián, valamint őssejtátültetésen esett át. 1995-ben visszatért az edzőséghez; decemberben gyógyultnak nyilvánították, de figyelmeztettek a kiújulás veszélyére. A következő nyáron mellkasában és mindkét tüdejében daganatot találtak, ezért augusztus 6-án táppénzre ment, néhány nap múlva pedig megműtötték.
1996-ban Tom Mason helyettesítette; Allen az utolsó két játékra visszatért, de tüdejében további daganatokat találtak, ezért december 11-jén lemondott. Később elesett, és állapota romlott; a missoulai Szent Patrik Kórházban hunyt el. Temetése január 1-jén volt a missoulai Szent Antal katolikus templomban.
1998-ban az Oregon Sports Hall of Fame tagja lett.

## Családja
Egy lánya született. Édesapja Ernest Duncan Allen Sr. első és második világháborús veterán, Montana egyik első közúti járőre; édesanyja Esther Allen.

## Eredményei vezetőedzőként
| Év | Eredmény                                             | Eredmény                                             | Helyezés                                             | Továbbjutás                                          | Rangsor (AP)                                         |
| Év | Összesített                                          | Konferencia                                          | Helyezés                                             | Továbbjutás                                          | Rangsor (AP)                                         |
| Portland State Vikings (Western Football Conference)                                                     | Portland State Vikings (Western Football Conference) | Portland State Vikings (Western Football Conference) | Portland State Vikings (Western Football Conference) | Portland State Vikings (Western Football Conference) | Portland State Vikings (Western Football Conference) |
| --- | ---------------------------------------------------- | ---------------------------------------------------- | ---------------------------------------------------- | ---------------------------------------------------- | ---------------------------------------------------- |
| 1986 | 6–5                                                  | 4–2                                                  | T–2.                                                 | –                                                    | –                                                    |
| 1987 | 11–2–1                                               | 4–1–1                                                | 1.                                                   | NCAA bajnokság                                       | 3                                                    |
| 1988 | 11–3–1                                               | 6–0                                                  | 1.                                                   | NCAA bajnokság                                       | 4                                                    |
| 1989 | 9–4                                                  | 4–1                                                  | 1.                                                   | NCAA negyeddöntő                                     | 14                                                   |
| 1990 | 6–5                                                  | 2–3                                                  | T–3.                                                 | –                                                    | –                                                    |
| 1991 | 11–3                                                 | 5–0                                                  | 1.                                                   | NCAA elődöntő                                        | 8                                                    |
| 1992 | 9–4                                                  | 4–1                                                  | 1.                                                   | NCAA elődöntő                                        | 19                                                   |
| Portland State:                                                                                          | 63–26–2                                              | 29–7–1                                               | –                                                    | –                                                    | –                                                    |
| Boise State Broncos (Big Sky Conference)                                                                 |                                                      |                                                      |                                                      |                                                      |                                                      |
| 1993 | 3–8                                                  | 1–6                                                  | 7.                                                   | –                                                    | –                                                    |
| 1994 | 13–2                                                 | 6–1                                                  | 1.                                                   | NCAA bajnokság                                       | 3                                                    |
| 1995 | 7–4                                                  | 4–3                                                  | T–2.                                                 | –                                                    | 21                                                   |
| Boise State Broncos (Big West Conference)                                                                |                                                      |                                                      |                                                      |                                                      |                                                      |
| 1996* | 1–1                                                  | 1–1                                                  | 5.                                                   | –                                                    | –                                                    |
| Boise State:                                                                                             | 24–15                                                | 12–11                                                | –                                                    | –                                                    | –                                                    |
| Összesen:                                                                                                | 87–41–2                                              | –                                                    | –                                                    | –                                                    | –                                                    |
| Jelmagyarázat: * Allent az első tíz játékon Tom Mason védőkoordinátor helyettesítette. Konferenciabajnok |                                                      |                                                      |                                                      |                                                      |                                                      |

## Fordítás
- Ez a szócikk részben vagy egészben  a   Pokey Allen című angol Wikipédia-szócikk ezen változatának fordításán alapul.  Az eredeti cikk szerkesztőit annak laptörténete sorolja fel. Ez a jelzés csupán a megfogalmazás eredetét és a szerzői jogokat jelzi, nem szolgál a cikkben szereplő információk forrásmegjelöléseként.